# Японский язык
Япо́нский язы́к (яп. 日本語 нихонгоо файле) — язык японцев и фактически государственный язык Японии со спорным систематическим положением среди других языков. Несмотря на то, что статус японского языка юридически не установлен, вся официальная документация и японские законы написаны на нём. В школах Японии его изучение предусмотрено в рамках учебной дисциплины «национальный язык».
По грамматическому строю японский — агглютинативный язык с преимущественно синтетическим выражением грамматических значений.
Точные данные о числе говорящих на нём отсутствуют. Существует предположение, что их число превышает 130 миллионов человек; это число включает в себя жителей Японии, японо-американцев, проживающих за её пределами, а также жителей регионов, когда-либо находившихся под управлением Японии. Оно, в зависимости от статистики, может отличаться, но японский язык, так или иначе, входит в десятку языков мира по количеству носителей.
Генетические связи японского языка и в целом японо-рюкюской языковой семьи не до конца выяснены. В нём выделяются два слоя лексики, один из которых имеет параллели в алтайских языках, другой — в австронезийских языках; вероятнее, исконен алтайский слой. Внутри японского языка выделяется несколько отличающихся диалектов.
Язык обладает оригинальной письменностью, сочетающей идеографию и слоговую фонографию.

## Название

日本語 (Японский язык)

Употребительны два названия японского языка.
1. В контексте других языков мира, преподавания иностранцам японского языка за рубежом используется название нихонго (日本語), то есть дословно «японский язык».
2. Как часть национальной культуры, как предмет обучения в Японии и как родной и государственный язык он, однако, обычно называется кокуго (国語), то есть «язык страны» или «национальный язык» (термин может применяться не только к японскому языку, но по умолчанию означает именно его).

## Распространение в мире
Бо́льшая часть японоговорящих проживает на Японском архипелаге. Наблюдается также употребление языка японскими эмигрантами в некоторых областях Северной и Южной Америки (штаты Калифорния и Гавайские острова, Бразилия, Перу). Язык доступен для изучения в школах большинства стран Азии и Океании. В 2012 году наибольшее количество изучающих японский язык за пределами Японии было в Китае (более 1 млн), Индонезии (более 870 тыс.), Корее (более 840 тыс.), Австралии (около 300 тыс.), на Тайване (более 230 тыс.), в США (более 130 тыс.) и в Таиланде (около 130 тыс.). 
Японский язык является одним из трёх официальных языков штата Ангаур (население — чуть более трёхсот чел.) Республики Палау, наряду с английским и палау.

## Классификация
Генетические связи японского языка до конца не выяснены. Он обычно рассматривается как изолированный язык (если включать его в одну группу с рюкюскими — как японо-рюкюский язык).
Наиболее сильная из прочих гипотез — о родстве японского языка с корейским (их грамматическая структуры весьма близки, немало слов языка государства Когурё и, в меньшей степени, других пуёских языков находят параллели в древнеяпонском языке).
Высказывается также предположение о наличии в японском языке австронезийского лексического субстрата и алтайского грамматического суперстрата. Некоторую популярность набрала гипотеза о принадлежности японского к алтайской языковой семье, существование которой, однако, не доказано.

## История
Как и систематическое положение, ранняя история японского языка — крайне спорный вопрос. Сторонники версии об алтайском (пуёском) происхождении японского языка относят его становление ко времени активного переселения на Японские острова пуёских племён — выходцев с азиатского континента (Корейского полуострова), язык которых испытал влияние автохтонов-австроазиатов японских островов (ближе всего родственным аборигенам Тайваня). Восстановление сведений о японском языке того времени затруднено в первую очередь потому, что японцы ещё не начали записывать его с помощью китайского письма, пришедшего позднее. 
Примерно в VI веке н. э. (но возможно и ранее) на Японских островах происходило значительное внедрение китайской культуры как следствие дипломатических отношений японских правителей Ямато, Китая и древнекорейского государства Пэкче, являвшегося значимым центром внедрения континентальной (китайской) культуры в Японию. Вместе с приходом государственного устройства, ремёсел, культуры и искусства, буддизма, в Японии появилась и письменность. «Кодзики» и «Нихон Сёки» — первые крупные японские литературные произведения. В этот период в японском языке появились многочисленные китайские заимствования, и по сей день составляющие около 60 %.
Внедрение китайской письменности создало, однако, некоторые сложности, связанные с разницей в ударении, использовании тонов, морфологии и синтаксисе двух языков. С VII века китайские иероглифы используются с учётом свойств японского языка, японской морфологии и синтаксиса. Вначале существовала манъёгана — отобранные китайские иероглифы, выполняющие функцию слоговой азбуки. При попытках создать японскую азбуку (наподобие алфавита европейских стран) были созданы катакана и хирагана — японские слоговые азбуки. Буддийский монах на основе китайских иероглифов разрабатывает прототип современной катаканы, а в VIII веке дама из киотского дворянского рода Хэйан создал вторую слоговую азбуку — хирагану, для записи поэм, новелл и дневников. О том, кем именно были разработаны эти две азбуки, сохранилось мало достоверных данных; некоторые историки приписывают изобретение каны Кукаю. Обе слоговые азбуки, в видоизменённом виде, существуют в современном японском языке. Ко времени написания эпоса «Хэйкэ Моногатари» в XII веке на основе катаканы, хираганы и иероглифов сложилась японская письменность.
Устная японская речь делится на следующие периоды: древний (до VIII века н. э. включительно), поздний древний, или классический японский язык (IX—XI века), средний (XIII—XVI века) и современный (с XVII века до наших дней). Последовательные изменения касаются в основном фонетики: из восьми первоначальных гласных в современном японском осталось только пять, преобразования затронули также морфологию и лексику. Синтаксические особенности языка почти не подверглись изменениям.
С древности в Японии существовало большое количество диалектов. В VI веке главным диалектом был Хэйан-кё (Киото). В XII веке основным диалектом стал диалект Камакуры (близ современного Токио). К этому времени в государстве установилась военная власть. С тех пор токийский диалект — основной диалект японского языка.
Вплоть до XX века ведущей литературной формой японского языка, если не считать вышедшего из употребления в середине XIX века камбуна («китайского письма»; японский «извод» классического китайского языка с китайским порядком слов и значками, позволяющими читать текст по-японски), был бунго («письменный язык»), основывающийся на грамматических нормах классического японского языка эпохи Хэйан, но вобравший многие фонетические и лексические изменения последующих веков.
В эпоху Сэнгоку в XVI веке португальцы и другие европейцы начали посещать Японию, принося технологии, религию. Как следствие, в японском языке появились португальские заимствования. Чуть позже крупный политический деятель Тоётоми Хидэёси привёз из Кореи типографский пресс с подвижными литерами. В период Токугава развивалось книгопечатание, росла грамотность населения, постепенно выравнивались различия между диалектами. С приходом к власти Токугавы Иэясу в 1603 году Япония стала закрытой страной, власти запретили христианство и связи с иностранцами (исключение составляли лишь голландские купцы в Нагасаки).

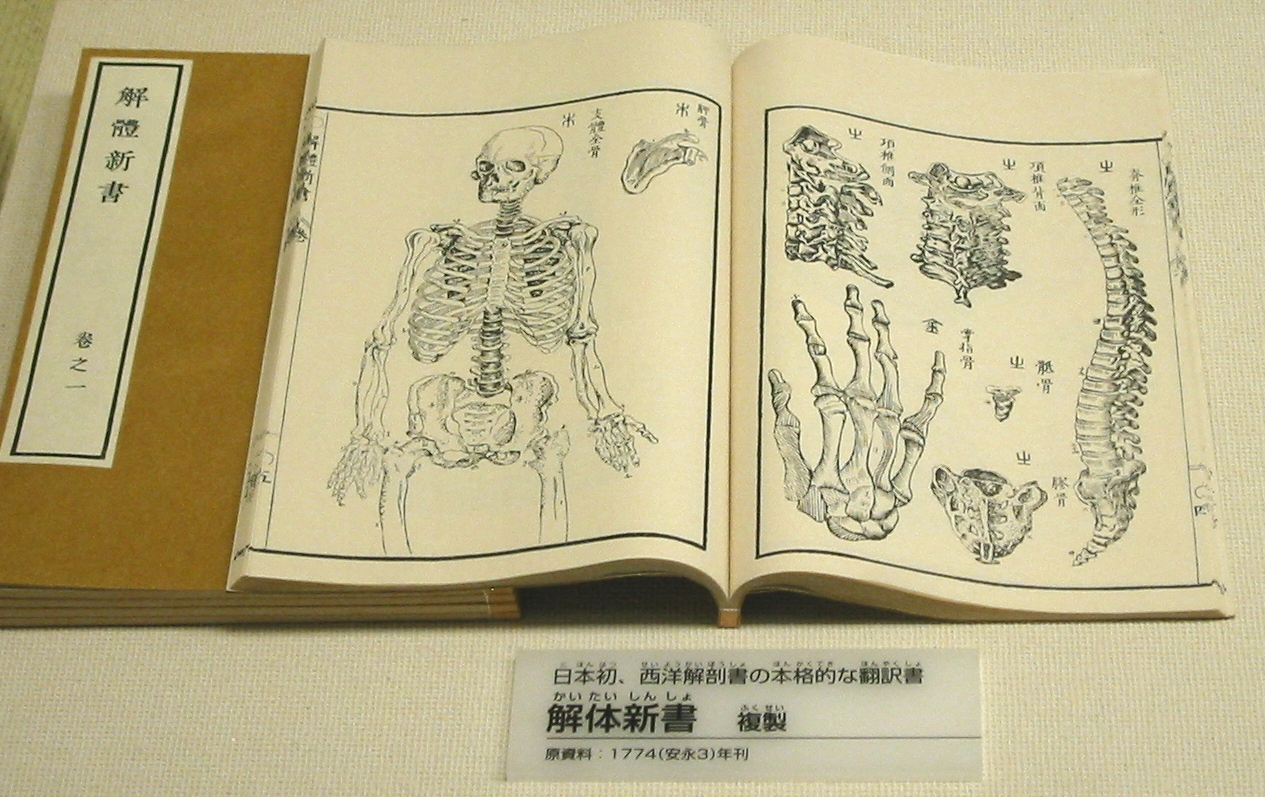
Японское переложение европейского анатомического трактата (1774 год)

После Реставрации Мэйдзи Япония открыла свои двери для Европы и США и по всей стране происходило внедрение европейских технологий. В языке, между тем, появились новые заимствования из английского, немецкого и других европейских языков, а их произношение стало согласованным с правилами японской фонологии. В конце XIX века в «международном поселении» Иокогамы сложился контактный язык, так называемый иокогамско-японский пиджин (также известный как «иокогамский диалект»). Он исчез к 1910-м годам. В период Мэйдзи бурно развивалась литература, устранялись несоответствия устной и письменной речи; движение за «разговорный язык» (кого) привело к тому, что к 1910-м годам старописьменный язык (бунго) вышел из употребления за исключением официальных документов (где держался до 1945 года).
Становясь военной державой, Япония захватила Корею, а в ходе Второй мировой войны — часть Китая, Филиппины и значительную территорию в Юго-Восточной Азии. После поражения во Второй мировой войне Японию оккупировали военные силы антигитлеровской коалиции. Ими было предложено упрощение японской письменности, которую они считали громоздкой, и перевод японского языка на латиницу. Этого не произошло, однако Министерством образования Японии в 1946 году был проведён пересмотр иероглифов, в результате чего был составлен список из 1850 нормативных иероглифов. С тех пор правительство осуществляет строгий централизованный контроль над языком и его преподаванием.
В настоящее время, во многом благодаря влиянию английского языка и западной культуры, появился разрыв между старшим и младшим поколениями. Новое поколение японцев предпочитают нейтральную, неформальную речь, мало употребляют вежливую и зависящую от пола говорящего речь традиционного японского языка. Благодаря средствам массовой информации постепенно уменьшается разница между диалектами, хотя благодаря региональному самосознанию диалекты сохраняются и в XXI веке, а также подпитывают региональный сленг.

## Диалекты

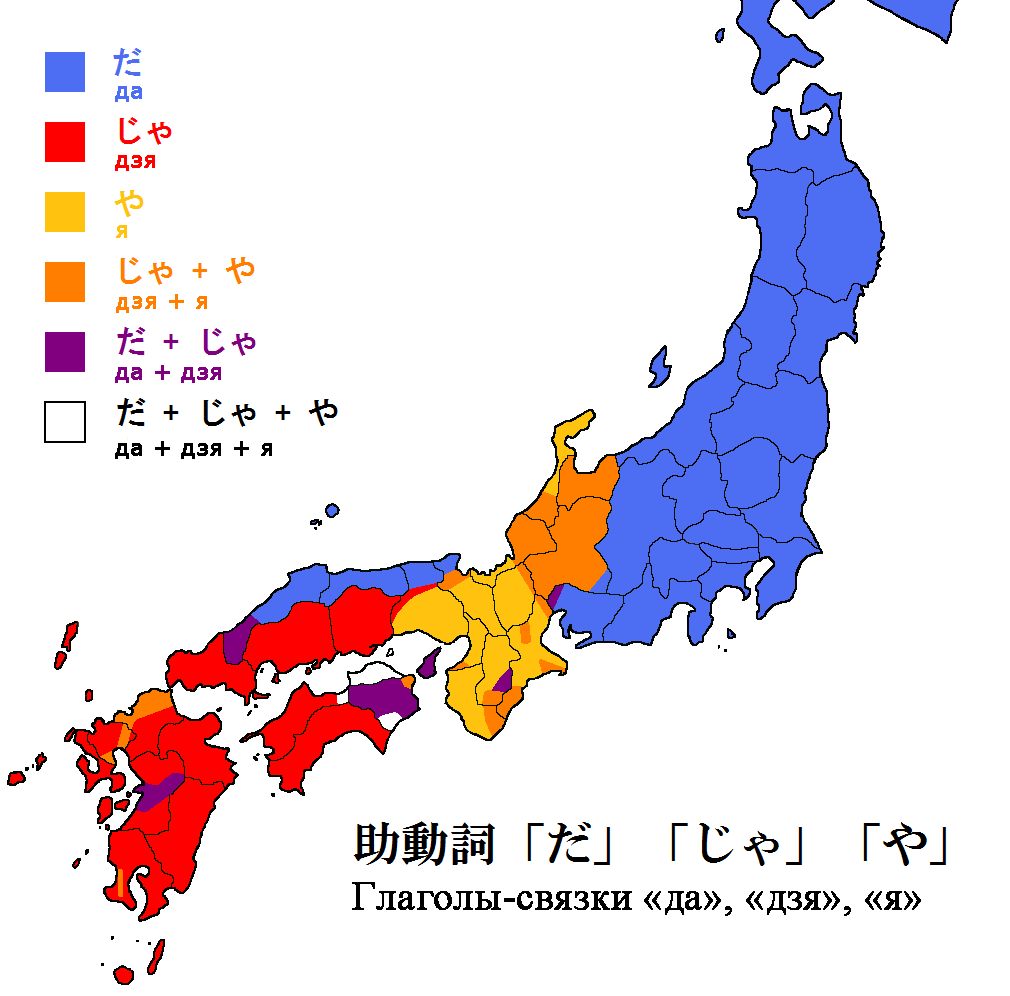
Разница в произношении просторечной связки だ (да) в разных регионах Японии

Из-за географических особенностей Японии (множество изолированных островов, высокие горные хребты), с течением времени развилось более десятка диалектов японского языка. Они различаются по словарному запасу, морфологии, употреблению служебных частиц, а в некоторых случаях — и по произношению.
Среди распространённых диалектов можно выделить такие, как кансай-бэн (関西弁), тохоку-бэн (東北弁) и канто-бэн (関東弁), диалект Токио и окрестностей. Говорящие на разных далёких диалектах часто не понимают друг друга (хотя каждый японец знает литературный японский язык, так как на нём ведётся обучение в школе). Наибольшие языковые различия имеются между южными (острова Рюкю, где ещё говорят на родственном японскому рюкюском языке, и др.) и северными районами Японии. Основная территория делится на западную и восточную группы.
На основе токийского диалекта был создан «общий язык» (яп. 共通語 кё:цу:го). Стандартизированный диалект с 1886 года стал изучаться в учебных заведениях. Сглаживание диалектических особенностей также связано с активным использованием общих диалектов в СМИ.

## Японская письменность
Японская письменность состоит из трёх основных частей — кандзи (иероглифов, заимствованных из Китая), и двух слоговых азбук — кан, созданных в Японии на основе кандзи — катаканы и хираганы. Каждый из этих видов письма обрёл своё традиционное место в современной письменности.
Большинство слов записывается иероглифами: числительные, существительные, глаголы, прилагательные, наречия, некоторые местоимения, в то время как служебные части речи преимущественно записываются хираганой. Слова могут состоять из одного иероглифа: 木 (ки, дерево), двух: 教員 (кё:ин, учитель о себе), трёх: 新幹線 (синкансэн, японская скоростная железная дорога) и даже четырёх 高等数学 (ко:то:су:гаку, высшая математика) иероглифов. Научные и технические термины могут содержать даже большее количество знаков: 熱原子核反応 (нэцугэнсикаку-ханно:, термоядерная реакция).
Катакана употребляется главным образом для записи иностранных имён и вообще иностранных заимствований гайрайго (外来語), кроме заимствований из китайского и частично корейского. Таким образом, все иностранные имена в японском языке записываются катаканой: アンナ (анна, Анна), названия государств: ロシア (росиа, Россия), городов: クラスノヤルスク (курасуноярусуку, Красноярск). Большинство иностранцев при этом отмечает сильное искажение по сравнению с оригинальным звучанием. Это связано с тем, что японская азбука — слоговая, и из согласных только ん (н) может быть неслоговым. Другой случай использования катаканы — вместо хираганы, как способ выделить часть текста (аналогично европейскому курсиву или жирному шрифту). Катакана используется и в тексте телеграмм, посылаемых на японском языке в самой Японии (при этом адрес должен быть снабжён иероглифами, чтобы облегчить поиски адресата и местности, в которой он живёт). Кроме того, в большинстве словарей катакана используется для подписи онных (китайских) чтений иероглифов.
Хирагана используется в основном для записи суффиксов слов. Некоторые слова японского происхождения, не имеющие иероглифического написания, также записываются хираганой: в основном это вспомогательные части речи: や (я, и), まだ (мада, ещё), а также большая часть местоимений: これ (корэ, это). Кроме того, существует группа слов, имеющих иероглифическое написание, но традиционно записываемых хираганой: おいしい (оисий, вкусный, в иероглифах — 美味しい), ありがとう (аригато:, спасибо, в иероглифах — 有リ難う). Хирагана применяется для написания названий японских железнодорожных станций, которые также часто дублируются на ромадзи (латинице). Существует литература для детей, только начинающих читать, в которой используется одна лишь кана.
«Винегрет» из каны и иероглифов — «смешанное письмо» (яп. 漢字仮字交じり文 кандзи-кана-мадзири-бун,  что можно перевести как «письменность из иероглифов с примесью каны») является нормой современного японского письма, в котором основное место принадлежит иероглифам.
Некоторые учёные (например, Е. В. Маевский) считают частью японского письма и прижившуюся в Японии латиницу, хотя её значимость в современном японском языке значительно меньше, чем у других видов письма. Ромадзи применяются в международных телеграммах на японском языке и иногда в электронной почте. В Японии есть также некоторое количество сторонников полного перехода на ромадзи; на нём издаётся небольшое количество книг, газет и журналов.
В некоторых японско-английских и даже иногда в японско-русских словарях используется ромадзи, что позволяет сортировать слова в обычном порядке латинского алфавита. Это вызвано тем, что ромадзи представляет собой буквенное письмо, а кана — слоговое.

### Направление письма

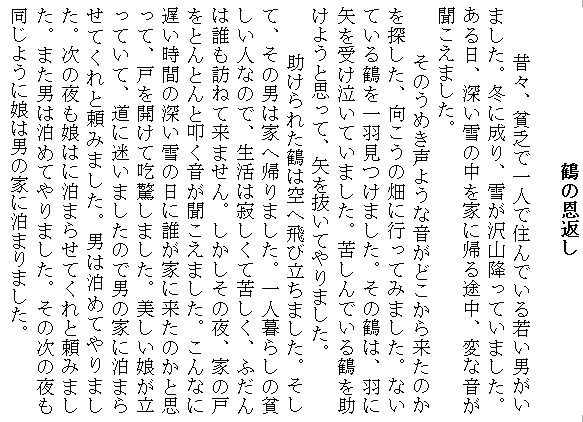
Пример вертикального японского письма

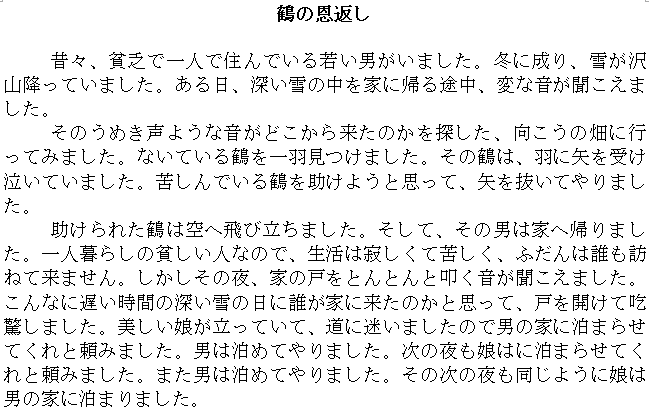
Пример горизонтального японского письма (слева направо)

Традиционно японцы использовали китайский способ письма — символы идут сверху вниз, а столбцы — справа налево (tategaki). Этот способ продолжает широко использоваться в художественной литературе и в газетах. В научной литературе, однако, чаще всего используется европейский способ письма (yokogaki) — символы идут слева направо, а строки — сверху вниз. 
Официально горизонтальное письмо слева направо было принято лишь в 1959 году, а до этого многие виды текстов набирались справа налево. Тем не менее даже сейчас всё ещё можно встретить горизонтальное письмо с направлением письма справа налево на вывесках и в лозунгах — это, строго говоря, подвид вертикального письма, в котором каждый столбец состоит всего из одного знака.

### Онные и кунные чтения иероглифов
Так как почти все японские иероглифы были заимствованы из китайского языка, в японском сохранились подобия китайским чтениям иероглифов на момент заимствования — онные чтения иероглифов. Данные чтения сильно отличаются от чтений в современном китайском языке, поскольку он происходит от северных диалектов, бывших в момент заимствования периферийными. Онные чтения близки к чтениям данных иероглифов в современном китайском языке хакка, в меньшей степени — в кантонском. С другой стороны, за иероглифами одновременно закрепились и кунные чтения, то есть исконно японское произношение соответствующих слов. Как правило, иероглифы, представляющие самостоятельные слова, читаются кунными чтениями, а в сложных словах иероглифам присущи преимущественно онные чтения.
| Иероглиф | Чтение в китайском языке | Чтение в хакка | Онные чтения                                | Кунные чтения                                               |
| -------- | ------------------------ | -------------- | ------------------------------------------- | ----------------------------------------------------------- |
| 日       | rì/жи                    | ngit           | нити, дзицу: 一日 (итинити, целый день)     | хи: 日 (хи (ひ), день)                                      |
| 生       | shēng/шэн                | sên            | сэй, сё: 人生 (дзинсэй, человеческая жизнь) | и: 生きる (икиру, жить)                                     |
| 大       | dà/да                    | thai           | тай: 大変 (тайхэн, очень)                   | оо: 大きい (оокий, большой), 大いに (оой-ни, весьма, очень) |

## Лингвистические черты

### Фонетика и фонология

#### Гласные
Гласных звуков в японском звуковом составе пять, имеется также различие по краткости — долготы гласных: 叔父さん (одзисан, дядя) и お爺さん (одзи: сан, дед).
| Хирагана | МФА                           | Транскрипция Поливанова | Комментарии |
| -------- | ----------------------------- | ----------------------- | --- |
| あ       | [ä]                           | а                       | Нижний гласный среднего ряда, примерно соответствует русскому «а». |
| い       | [i]                           | и                       | Верхний гласный переднего ряда, примерно как русский «и». |
| う       | [ɯ] или [ü͍] прослушатьо файле | у                       | Несколько централизованный закрытый задний гласный, произносимый сжатыми, но не округлёнными, как при произнесении русского «у», губами. Также не на 100 % соответствует звуку [ɯ], при котором губы разводятся в стороны. Так как в IPA нет символа для сжатия губ, введён символ «[u͍]» — комбинация круглого гласного с диакритикой разведения. В учебной практике подаётся как звук, произносимый при положении органов речи во время произнесения русской «ы». |
| え       | [e̞]                           | э                       | Гласный среднего подъёма переднего ряда. Произносится почти как «э» в русском языке. |
| お       | [o̞]прослушатьо файле          | о                       | Гласный среднего подъёма заднего ряда. Произносится почти как русское «о», но губы округлены в меньшей степени. |

#### Согласные
| По способу образования | По способу образования | По месту образования | По месту образования | По месту образования | По месту образования | По месту образования | По месту образования | По месту образования | По месту образования | По месту образования | По месту образования | По месту образования | По месту образования | По месту образования | По месту образования |
| По способу образования | По способу образования | Губные               | Губные               | Переднеязычные       | Переднеязычные       | Переднеязычные       | Переднеязычные       | Переднеязычные       | Дорсальные           | Дорсальные           | Дорсальные           | Дорсальные           | Дорсальные           | Дорсальные           | Ларингальные         |
| По способу образования | По способу образования | Губные               | Губные               | Альвеолярные         | Альвеолярные         | Постальвеолярные     | Постальвеолярные     | Палатальные          | Палатальные          | Велярные             | Велярные             | Лабиовелярные        | Лабиовелярные        | Увулярные            | Глоттальные          |
| По способу образования | По способу образования | Губные               | Губные               | Альвеолярные         | Альвеолярные         | Альвео-палатальные   | Альвео-палатальные   | Палатальные          | Палатальные          | Велярные             | Велярные             | Лабиовелярные        | Лабиовелярные        | Увулярные            | Глоттальные          |
| ---------------------- | ---------------------- | -------------------- | -------------------- | -------------------- | -------------------- | -------------------- | -------------------- | -------------------- | -------------------- | -------------------- | -------------------- | -------------------- | -------------------- | -------------------- | -------------------- |
| шумные                 | Носовые                | /m/ — м              | /m/ — м              | /n/ — н              | /n/ — н              |                      |                      | [ɲ] — н              | [ɲ] — н              | [ŋ] — г              | [ŋ] — г              |                      |                      | [ɴ] — н              |                      |
| шумные                 | Взрывные               | /p/ — п              | /b/ — б              | /t/ — т              | /d/ — д              |                      |                      |                      |                      | /k/ — к              | /g/ — г              |                      |                      |                      |                      |
| шумные                 | Аффрикаты              |                      |                      | [ʦ] — ц              | [ʣ] — дз             | [t͡ɕ] — т             | [d͡ʑ] — дз            |                      |                      |                      |                      |                      |                      |                      |                      |
| шумные                 | Фрикативы              | [ɸ] — ф              | [ɸ] — ф              | /s/ — с              | /z/ — дз             | [ɕ] — с              | [ʑ] — дз             | [ç] — х              | [ç] — х              |                      |                      |                      |                      |                      | /h/ — х              |
| сонанты                | Аппроксиманты          |                      |                      | [ɺ], /ɾ/ — р         | [ɺ], /ɾ/ — р         |                      |                      | /j/ — й              | /j/ — й              |                      |                      | /w/ — в              | /w/ — в              |                      |                      |
| сонанты                | Одноударные            |                      |                      | [ɺ], /ɾ/ — р         | [ɺ], /ɾ/ — р         |                      |                      |                      |                      |                      |                      |                      |                      |                      |                      |

В таблице выше фонемы окружены косыми чертами; /ɾ/, аллофоны — квадратными скобками: [ç].
В системе Поливанова звукам [ɕ], [tɕ], [(d)ʑ] и [ç] соответствуют знаки с, т, дз, х, за которыми следуют знаки и, я, ю, ё. Эти же знаки соответствуют согласным [s], [t], [(d)z], [h], если за ними следуют а, у, э, о. О звуковых процессах см. также раздел Фонологические процессы.
- Глухие взрывные /p/, /t/ и /k/ произносятся как соответствующие звуки «п», «т», «к» и имеют небольшое придыхание. Звонкие /b/ и /g/, похожие на русские «б», «г», не всегда достигают полного смыкания, напоминая фрикативные или аппроксиманты. Во многих диалектах /g/ произносится как [ŋ], если не начинает слово; этот процесс характерен прежде всего для востока Японии.
- Альвеолярные /[n]/, /[t]/, /[d]/, /[s]/ и /[z]/ перед /[i]/ произносятся как палатальные [ɲ], [tɕ], [dʑ], [ɕ] и [(d)ʑ], соответственно.
- Фрикативные [dz] и [dʑ] — варианты произношения /z/, /ʑ/. Звуки (d)z и (d)ʑ обозначаются как z в системе Ромадзи, однако обычно произносятся как аффрикаты.
- [ɺ] — апикальный постальвеолярный удар, напоминает одноударный русский «р». Есть тенденция к латерализации звука, и тогда он становится похожим на «л».
- Округлённый велярный /w/ — фактически неслоговой вариант гласного [u͍]. Он не эквивалентен типичному в МФА [w], так как произносится скорее с компрессией губ, а не их округлением.
- [ɴ] принимает положение языка последующего смычного согласного, перед фрикативными согласными и между гласными не достигает полного смыкания, что делает его похожим на носовой гласный, а в конце слова его произносят как увулярный носовой согласный.
- /h/ переходит в [ç] перед /i/ прослушатьо файле, и в [ɸ] перед /u/ прослушатьо файле, произносимый смыканием губ.
- [ː] — представляет собой обструкцию или удлинение согласного, /pː/, /tː/, /sː/, и т. д.

#### Ударение
Японскому языку свойственно музыкальное ударение, которое не отображается на письме. Некоторые слова отличаются лишь высотой тона: [haꜜ.ɕi] «палочки для еды» — [ha.ɕiꜜ] «мост». Японский язык тем не менее не может считаться тональным. 

#### Фонологические процессы
Процессы, затрагивающие согласные:
- Переход согласных /b/, /ɡ/ в позиции между гласными в соответствующие фрикативы [β], [ɣ]: 暴れる (абарэру, [äβäɾe̞ɾü͍], буйствовать).
- Назализация /ɡ/ в середине слова: 職業 (сёкугё:, [ɕo̞kü͍ŋo̞:], работа), 考える (кангаэру, [käŋŋäe̞ɾü͍], думать). Такое произношение однако поддерживается не всеми японцами.
- Палатализация согласных перед [i] и в производных слогах с мягким согласным, в особенности /s, z, t/:
  - /s/ → [ɕ]: 塩 (сио, [ɕio̞], соль);
  - /dz/ → [dʑ] ([ʑ]): 地震 (дзисин, [dʑiɕĩɴ], землетрясение); 五十 (годзю:, [ɡo̞dʑü͍ː], пятьдесят);
  - /t/ → [tɕ]: 知人 (тидзин, [tɕidʑĩɴ], знакомый);
  - /h/ → [ç]: 人 (хито, [çi̥to̞], человек);
  - /m/ → [mʲ]: 海 (уми, [ü͍mʲi], море);
  - /ɡ/ → [ɡʲ]: 餃子 (гё: дза, [ɡʲo̞ːza], цзяоцзы);
  - /n/ → [ɲ]: 庭 (нива, [n̠ʲiw͍ä], сад).
- Модификация согласных перед [ü͍]
  - /h/ → [ɸ]: 蓋 (фута, [ɸü͍̥ta], крышка);
  - /t/ → [ts]: 次 (цуги, [tsü͍ŋi], следующий).

Процессы, затрагивающие гласные:
- Редукция /i, ü͍/ между двумя глухими согласными: 靴 (куцу, [kü͍̥̥tsü͍], обувь), 素肌 (сухада, [sü͍̥hädä], голая кожа), 悲観 (хикан, [çi̥kãɴ] пессимизм), 比較 (хикаку, [çi̥käkü͍], сравнение).
- Назализация гласных: 生産 (сэйсан, [se̞ːsãɴ], производство), 円 (эн, [ẽɴ], иена).
- Удлинение гласных. Гласные /o̞, ü͍/ удлиняются знаком う, гласные /e̞̞, i/ — знаком い, гласный /ä/ — знаком あ: さあ (са:, [säː], итак), 工場「こうじょう」 (ко: дзё:, [ko̞ːdʑo̞ː], завод), 人生「じんせい」 (дзинсэй, [dʑĩɴse̞ː], человеческая жизнь). В системе Поливанова, используемой для русской транскрипции японского, редко указывают долготу звука э, и, как правило, пишут эй.

### Грамматика
Японский язык обладает агглютинативным грамматическим строем с начавшимися процессами флективизации. От классических агглютинативных языков (тюркские, монгольские) его отличает наличие двух спряжений глаголов, а также неправильных глаголов, неразвитая система притяжательных аффиксов, ограничивающаяся лишь приставкой お- (о-) или ご- (го-), в зависимости от главного слова во 2-м и 3-м лице, а также наличие трёх групп изменения прилагательных. В результате сильного китайского влияния японский язык характеризуется наличием счётных суффиксов, группы китайских прилагательных на -的 (-тэки). Характерной чертой японского языка является спряжение прилагательных и глаголов по основам, от которых образуются законченные грамматические формы слова.

#### Имя существительное
Японские существительные не имеют категории рода, нет чётких грамматических правил образования множественного числа, а также нет артиклей.
Для образования множественного числа может использоваться:
- то же слово, что и в единственном числе: 猫 (нэко) — кот, кошка, коты, кошки, 魚 (сакана) — рыба, рыбы, 自動車 (дзидо:ся) — автомобиль, автомобили; догадаться о числе при этом можно исходя из контекста;
- удвоенное слово, при этом вместо повторного написания иероглифа может использоваться знак 々: 山 (яма, гора) — 山々 (ямаяма, горы); часто второе слово подвергается рэндаку, то есть начальный глухой согласный второго слова превращается в звонкий: 日 (хи, день) — 日々 (хиби, дни), 人 (хито, человек), 人々 (хитобито, люди), 島 (сима, остров) — 島々 (симадзима, острова); далеко не все слова могут образовывать множественное число таким способом;
- суффикс -達, -たち (-тати): 私 (ватаси, я) — 私達 (ватаситати, мы), 子供 (кодомо, ребёнок) — 子供達 (кодомотати, дети), あの人 (анохито, тот человек) — あの人たち (анохитотати, те люди), однако слова 友 (томо) и 友達 (томодати) означают и «друг», и «друзья»[28];
- счётное слово с указанием числа предметов: 馬 (ума, лошадь) — 一頭の馬 (итто-но ума, одна лошадь), счётное слово -頭 (-то), использующееся для счёта крупных животных; 会社員 (кайсяин, служащий фирмы) — 五人の会社員 (гонин-но кайсяин, пятеро служащих), счётное слово -人 (-нин), употребляется при счёте людей.

##### Падеж
В японском языке развита система падежей существительного. Набор падежных суффиксов одинаков для всех существительных.
| Кана  | Чтение | Падежи                                    | Вопрос                                                    | Пример                           | Транскрипция                                    | Перевод                                                                                     |
| ----- | ------ | ----------------------------------------- | --------------------------------------------------------- | -------------------------------- | ----------------------------------------------- | ------------------------------------------------------------------------------------------- |
| —     | —      | Звательный (основной, словарный)          | Кто? Что?                                                 | 私は学生です                     | Ватаси-ва гакусэй дэсу                          | Я студент                                                                                   |
| -は   | -ва    | Тематический показатель¹                  | Кто? Что? Кем или чем является объект?                    | 田中さんは軍人です               | Танака-сан-ва гундзин дэсу                      | Господин Танака — военный (ответ на вопрос: Кем является Господин Танака?)                  |
| -が   | -га    | Именительный (рематического подлежащего)² | Кто? Что? У кого или чего есть какие-либо характеристики? | 私は日本語を勉強するのが好きです | Ватаси-ва нихонго-о бэнкё: суру но-га суки десу | Я люблю заниматься японским языком (ответ на вопрос: Кто любит заниматься японским языком?) |
| -を   | -о     | Винительный                               | Кого? Что?                                                | 本を読みます                     | Хон-о ёмимасу                                   | Читаю книгу                                                                                 |
| -の   | -но    | Родительный                               | Чей? Кого? Чего?                                          | 父の家                           | Тити-но иэ                                      | Дом отца                                                                                    |
| -に   | -ни    | Дательный                                 | Кому? Чему?                                               | 本を学生に上げます               | Хон-о гакусэй-ни агэмасу                        | Даю книгу студенту                                                                          |
| -に   | -ни    | Места при глаголах состояния              | Где?                                                      | 部屋に机があります               | Хэя-ни цукуэ-га аримасу                         | В комнате — стол                                                                            |
| -に   | -ни    | Цели                                      | Куда? Зачем?                                              | 勉強に行きます                   | Бэнкё: ни икимасу                               | Пойду учиться                                                                               |
| -に   | -ни    | Превратительный                           | В кого? Во что?                                           | 学者になります                   | Гакуся-ни наримасу                              | Стану учёным                                                                                |
| -へ   | -э     | Направления                               | Куда?                                                     | 会社へ行きます                   | Кайся-э икимасу                                 | Иду в фирму                                                                                 |
| -で   | -дэ    | Орудия, места действия                    | Кем? Чем? Где?                                            | 箱を家で作ります                 | Хако-о иэ-дэ цукуримасу                         | Делаю ящик дома                                                                             |
| -から | -кара  | Исходный                                  | Откуда? От какого места? От какого времени?               | ウラジオストクから来ました       | Урадзиосутоку-кара кимасита                     | Приехал из Владивостока                                                                     |
| -まで | -мадэ  | Предельный                                | Докуда? До какого места? До какого времени?               | ロケットは星まで飛びます         | Рокэтто-ва хоси-мадэ тобимасу                   | Ракеты долетят до звёзд                                                                     |
| -より | -ёри   | Сравнения                                 | Чем кто? Чем что? По сравнению с кем (чем)?               | 外は内より涼しいです             | Сото-ва ути-ёри судзусий дэсу                   | Снаружи холоднее, чем в доме                                                                |
| -と   | -то    | Совместный                                | С кем? С чем?                                             | 友達と映画館へ行きます           | Томодати-то эйгакан-э икимасу                   | Иду с другом в кино                                                                         |
| -も   | -мо    | Присоединительный                         | И кто? И что?                                             | 私もそう思います                 | Ватаси-мо со: омоимасу                          | Я тоже так думаю                                                                            |

¹ Частица は является тематическим показателем, который может выделять любой член предложения. Часто оформляет подлежащее предложения. Например: О-тя-ва суки дэ ва аримасэн (яп. お茶は好きではありません, (Я) не люблю чай).
² Частица が выделяет подлежащее-рему предложения, то есть новое в предложении — то, на что падает логическое ударение: Анна-сан-га гакусэй дэсу (яп. アンナさんが学生です, Анна, а не кто-то ещё, студентка).
При обращении к лицу используются именные суффиксы, соответствующие словам «господин», «сэр», «товарищ», «мадам», «сударыня» в других языках: Танака-сан (яп. 田中さん, господин/госпожа Танака), Ямамото-сэнсэй (яп. 山本先生, г-н Ямамото (обращение к врачу или преподавателю)), Кавада-кун (яп. 川田君, коллега Кавада).
Для обозначения пространственных, временных и других смысловых взаимоотношений используются послелоги.

#### Имя прилагательное
Прилагательные в японском языке не склоняются по падежам, а спрягаются по временам и наклонениям. Как и глаголы, прилагательные имеют основы, от которых образуются дальнейшие грамматические формы.
В японском языке 3 категории прилагательных:
- предикативные, словарная основа заканчивается на -い (-й);
- полупредикативные, основная форма заканчивается на -の (-но) или -な (-на);
- китайские прилагательные, заканчивающиеся в основной форме на -的 (-тэки); эти прилагательные претерпевают минимальные изменения в речи.

Спряжение предикативных прилагательных происходит единообразным изменением суффикса -い (-й) на соответствующие суффиксы основ. В качестве примера — прилагательное 赤い (акай, красный)
| I основа (Словарная) | II основа (Словообразовательная) | III основа (Наречно-соединительная) | IV основа (Условная) | V основа (Вероятностная) |
| -------------------- | -------------------------------- | ----------------------------------- | -------------------- | ------------------------ |
| -い (-й)             | —                                | -く (-ку)                           | -けれ (-кэрэ)        | -かろう (-каро:)         |
| Пример               |                                  |                                     |                      |                          |
| 赤い (акай)          | 赤 (ака)                         | 赤く (акаку)                        | 赤けれ (акакэрэ)     | 赤かろう (акакаро:)      |

##### Использование I основы
- в качестве определения: 黒い猫 (курой нэко, чёрная кошка);
- в качестве сказуемого; для использования в вежливой речи в этом случае требуется оформление связкой です (дэсу): この鉛筆は赤いです (коно эмпицу-ва акай дэсу, этот карандаш красный)

##### Использование II основы
- присоединением суффикса -さ (-са) происходит образование существительных со значением прилагательных с возможностью измерения степени выраженности: 赤い (акай, красный) — 赤さ (акаса, краснота);
- при помощи суффикса -み (-ми) образуются существительные от прилагательных без возможности измерения степени выраженности: 深い (фукай, глубокий) —深み (фуками, глубина).
- при помощи суффикса -かった (-катта) образуется форма прошедшего времени: 寒い (самуй, холодный) — 寒かった日 (самукатта хи, день, который был холодным); для использования в качестве сказуемого в вежливой речи оформляется связкой です (дэсу): オペラは面白かったです (опэра-ва омосирокатта дэсу, опера была интересной).

##### Использование III основы
- наречие со значением прилагательного: 早い (хаяй, ранний, быстрый) — 早く (хаяку, рано, быстро);
- при помощи суффикса -ない (-най) образуется отрицательная форма: 白い (сирой, белый) — 白くない (сирокунай, не белый). В качестве сказуемого в вежливой речи оформляется связкой です (дэсу);
- срединная форма, т. н. деепричастие от прилагательного образуется добавлением суффикса -て (-тэ): 大きい (оокий, большой) — 大きくて (оокикутэ, будучи большим);
- уступительная форма образуется при помощи суффикса -たって (-таттэ): 高い (такай, дорогой) — 高くたって買うよ (такаку-таттэ кау ё, ну и что, что дорого, всё равно куплю!)
- при помощи суффикса -ても (-тэмо) образуется ещё одна уступительная форма: 暑くても ацукутэмо хотя (несмотря на то что) жарко.

##### Использование IV основы
- присоединением суффикса -ば (-ба) образуется условная форма: 寒い (самуй, холодный) — 寒ければ (самукэрэба, если будет холодно): 明日は寒ければ散歩に行きません。Асита-ва самукэрэба сампо-ни икимасэн. Если завтра будет холодно, не пойдём на прогулку.

##### Использование V основы
- вероятностная форма: 目新しい (мэатарасий, оригинальный) — 目新しかろう (мэатарасикаро:, возможно оригинальный)

##### Окончания полупредикативных прилагательных
- -に (-ни) для формы наречия: 静かな (сидзукана, тихий) — 静かに (сидзукани, тихо);
- нулевое окончание для формы сказуемого: 静かな (сидзукана, тихий) — この町は静かです (коно мати-ва сидзука дэсу, этот город тихий).

#### Глагол
Спряжение глаголов по числам и лицам в японском языке отсутствует. Вместе с тем в японском языке существуют такие формы глагола, аналогов которым нет в русском языке, и для перевода приходится использовать аналитические конструкции, то есть дополнительные слова. Глаголы могут изменяться по пяти основам. Существуют два спряжения глаголов и два глагола неправильного спряжения:
- к глаголам II спряжения относят глаголы, заканчивающиеся на слог -る (-ру), которому предшествует гласный э или и. Тридцать два глагола[33], подходящие под этот признак, составляют группу исключения и относятся к I спряжению, такие как: 知る (сиру, знать), 切る (киру, резать), 走る (хасиру, бежать), 減る (хэру, уменьшаться), 交じる (мадзиру, смешиваться), 帰る (каэру, возвращаться), 入る (хаиру, входить), 限る (кагиру, ограничиваться), 要る (иру, требоваться), 射る (иру, стрелять), 握る (нигиру, держать в руке);
- есть 2 неправильных глагола: する (суру, делать) и 来る, くる (куру, приходить);
- все остальные глаголы относятся к I спряжению;
- 1 и 2 основа у глаголов второго спряжения совпадает, для её образования нужно отбросить окончание -ру, например: 食べる — табэру, 1 и 2 основа будет 食べ — табэ-.

Помимо пяти основ, существуют формы прошедшего времени и деепричастия, образование которых у глаголов I спряжения происходит по-разному. Изменение по основам у глаголов I спряжения повторяет следование знаков в слоговой азбуке. Ниже приведена таблица спряжения глаголов по пяти основам и двум дополнительным формам:
| I основа (Отрицательная)      | II основа (Словообразовательная) | III основа (Словарная) | IV основа (Условно-повелительная) | V основа (Вероятностно-пригласительная) | Прошедшее время | Деепричастие  |
| I Спряжение                   | I Спряжение                      | I Спряжение            | I Спряжение                       | I Спряжение                             | I Спряжение     | I Спряжение   |
| ----------------------------- | -------------------------------- | ---------------------- | --------------------------------- | --------------------------------------- | --------------- | ------------- |
| -わ- (-ва-)                   | -い- (-й-)                       | -う (-у)               | -え (-э)                          | -おう (-о:)                             | -った (-тта)    | -って (-ттэ)  |
| -た- (-та-)                   | -ち- (-ти-)                      | -つ (-цу)              | -て (-тэ)                         | -とう (-то:)                            | -った (-тта)    | -って (-ттэ)  |
| -ら- (-ра-)                   | -り- (-ри-)                      | -る (-ру)              | -れ (-рэ)                         | -ろう (-ро:)                            | -った (-тта)    | -って (-ттэ)  |
| -な- (-на-)                   | -に- (-ни-)                      | -ぬ (-ну)              | -ね (-нэ)                         | -のう (-но:)                            | -んだ (-нда)    | -んで (-ндэ)  |
| -ば- (-ба-)                   | -び- (-би-)                      | -ぶ (-бу)              | -べ (-бэ)                         | -ぼう (-бо:)                            | -んだ (-нда)    | -んで (-ндэ)  |
| -ま- (-ма-)                   | -み- (-ми-)                      | -む (-му)              | -め (-мэ)                         | -もう (-мо:)                            | -んだ (-нда)    | -んで (-ндэ)  |
| -か- (-ка-)                   | -き- (-ки-)                      | -く (-ку)              | -け (-кэ)                         | -こう (-ко:)                            | -いた (-йта)    | -いて (-йтэ)  |
| -が- (-га-)                   | -ぎ- (-ги-)                      | -ぐ (-гу)              | -げ (-гэ)                         | -ごう (-го:)                            | -いだ (-йда)    | -いで (-йдэ)  |
| -さ- (-са-)                   | -し- (-си-)                      | -す (-су)              | -せ (-сэ)                         | -そう (-со:)                            | -した (-сита)   | -して (-ситэ) |
| いか- (ика-)                  | いき- (ики-)                     | いく (ику)             | いけ (икэ)                        | いこう (ико:)                           | いった (итта)   | いって (иттэ) |
| II Спряжение                  |                                  |                        |                                   |                                         |                 |               |
| — (-)                         | — (-)                            | -る (-ру)              | -れ (-рэ)                         | -よう (-ё:)                             | -た (-та)       | -て (-тэ)     |
| Неправильные глаголы          |                                  |                        |                                   |                                         |                 |               |
| し-, せ-, さ- (си-, сэ-, са-) | し- (си-)                        | する (суру)            | すれ (сурэ)                       | しよう (сиё:)                           | した (сита)     | して (ситэ)   |
| こ- (ко-)                     | き- (ки-)                        | くる (куру)            | くれ (курэ)                       | こよう (коё:)                           | きた (кита)     | きて (китэ)   |

##### Использование I основы
- При помощи суффикса -ない (-най) — отрицательная форма, используемая в просторечии, информационном и литературном стилях: 飲む (ному, пить) — 飲まない (номанай, не пить, я не пью, он не пьёт). Эта форма также выступает как причастие, то есть определение к существительному: ビールを飲まない人 (би: ру-о номанай хито, человек, не пьющий пиво). В некоторых регионах Японии для вежливого отрицания используется преимущественно не форма «II основа» + -ません (-масэн), а эта отрицательная форма с добавлением связки です (дэсу): 今日は東京へ行かないです (кё:-ва то: кё:-э иканай дэсу, сегодня я не поеду в Токио).
- При помощи суффиксов -ざる (-дзару), -ず (-дзу), -ぬ (-ну), -ん (-н) — отрицательная форма. Пример: 知る (сиру, знать) — 知らず (сирадзу, не зная).
- Добавлением суффикса -れる (-рэру) для глаголов I спряжения, и -られる (-рарэру) для глаголов II спряжения — форма страдательного залога. Образовавшиеся формы склоняются по II спряжению.
- С помощью суффикса -せる (-сэру) для глаголов I спряжения, и -させる (-сасэру) для глаголов II спряжения — форма побудительного залога. Образовавшиеся формы склоняются по II спряжению. Пример: 読む (ёму, читать) — 読ませる (ёмасэру, заставить читать).
- Альтернативный способ образования побудительного залога: -す (-су) для глаголов I спряжения, и -さす (-сасу) для глаголов II спряжения. Образовавшиеся формы склоняются по I спряжению.
- Существует также третий способ образования побудительного залога, ограниченно используемый: присоединением -しめる (-симэру). Образовавшиеся формы склоняются по II спряжению.
- Отрицательное предположение у неправильных глаголов и глаголов 2 спряжения образуется присоединением суффикса -まい -май: (食べる, есть, кушать)ー食べまい — табэмай — наверное не есть[35].

##### Вежливые формы
Основное назначение II основы японского глагола — образование вежливых форм изъявительного наклонения. В связи с этим существуют четыре суффикса, добавляемые ко II основе глагола. В качестве примеров изменения — глаголы 急ぐ (исогу, спешить, торопиться) и 食べる (табэру, есть):
- -ます (-масу) — образует форму настояще-будущего времени: 急ぎます (исогимасу, я спешу, он, она спешит, я потороплюсь, он, она поторопится), 食べます (табэмасу, я ем, он, она ест, я поем, он, она поест);
- -ましょう (-масё:) — образует вероятностно-пригласительную форму: 急ぎましょう (исогимасё:, возможно торопится, поспешим-ка!), 食べましょう (табэмасё:, возможно ест, поедим-ка!);
- -ました (-масита) — образует форму прошедшего времени: 急ぎました (исогимасита, спешил, торопился), 食べました (табэмасита, ел, ела, поел, поела);
- -ません (-масэн) — образует отрицательную форму глагола в настояще-будущем времени: 急ぎません (исогимасэн, я не спешу, он, она не спешит, я не буду спешить, он, она не будет спешить), 食べません (табэмасэн, я не ем, он, она не ест, я не буду есть, он, она не будет есть); в отрицательной форме прошедшего времени за этой формой следует дополнительное слово でした (дэсита): 急ぎませんでした (исогимасэн дэсита, не спешил, не спешила), 食べませんでした (табэмасэн дэсита, не ел, не ела).

Эти формы используются преимущественно в нейтрально-вежливой речи. В учтиво-вежливой речи используются более сложные конструкции с использованием вспомогательных глаголов и особых вежливых слов, кэйго.

##### Другие случаи использования II основы
- При помощи конструкции おNください (о-N-кудасай), где N — глагол во II основе образуется форма вежливой просьбы: 入る (хаиру, входить — глагол I спряжения) — お入りください (о-хаири-кудасай, будьте любезны, войдите).
- С помощью суффикса -なさい (-насай) образуется одна из форм повелительного наклонения: 読む (ёму, читать) — 読みなさい (ёминасай, читай), 休む (ясуму, отдыхать, спать) — 休みなさい (ясуминасай, спи). Отсюда берёт начало одна из устойчивых японских фраз — お休みなさい (о-ясуми-насай, спокойной ночи).
- При помощи суффиксов -ろ (-ро), -よ (-ё), присоединяемых ко II основе глаголов II спряжения, образуется одна из повелительных форм: 見る (миру, смотреть) — 見ろ（見よ） (миро (миё), смотри!), 出る (дэру, выходить) — 出ろ　（出よ） (дэро (дэё), выходи!).
- Целая группа деепричастий одновременности образуется путём прибавления суффиксов -ながら (-нагара), -つつ (-цуцу) ко II основе, либо удвоением II основы: 笑う (варау, улыбаться) — 笑いながら (варайнагара, улыбаясь), 見る (миру, смотреть) — 見つつ (мицуцу, посматривая), 飛ぶ (тобу, лететь) — 飛び飛び (тобитоби, пролетая).
- Выражение желания осуществляется при помощи суффикса -たい (-тай): 食べる (табэру, есть) — 食べたい (табэтай, хочу есть), 飲む (ному, пить) — 飲みたい (номитай, хочу пить). Следует указать, что образовавшиеся формы по существу прилагательные, и спрягаются так же, как и последние. Поэтому для употребления в вежливой речи в качестве сказуемого необходимо их оформлять связкой です (дэсу): ジュースを飲みたいです (дзю: су-о номитай дэсу, хочу выпить соку). При помощи суффикса -たくない (-такунай) образуется отрицательная форма : いきたくない（です） (икитакунай (дэсу), я не хочу идти).
- При помощи суффикса -たがる (-тагару) образуется аналогичная желательная форма, спрягающаяся как глагол I спряжения: 歌う (утау, петь) — 歌いたがる (утаитагару, хочу спеть).
- Добавляя к желательной форме на -たい (-тай) словосочетание と思う (то омоу), образуется выражение намерения: 行きたいと思う (икитай то омоу, собираюсь пойти, поехать)[источник не указан 134 дня].

##### Использование III основы
- Словарная форма.
- Выражение настоящего-будущего времени в просторечии, информационном и литературном стилях: 僕は工場で働く (боку-ва ко: дзё:-дэ хатараку, я буду работать на заводе).
- Перед существительным или местоимением в любом стиле может выступать в роли определения, что обыкновенно переводится на русский язык причастием настоящего времени: 歌う (утау, петь) — 歌う人 (утау хито, поющий человек).
- При помощи -な (на) образуется форма запрета, характерная для просторечия: 入る (хаиру, входить) — 入るな (хаиру-на, не входи!).
- При помощи суффикса -べき (-бэки) образуется пассивное определение: 読む (ёму, читать) — 読むべき文書 (ёмубэки бунсё, документ, подлежащий прочтению).
- Выражение намерения осуществляется при помощи слова 積もり (цумори, намерение), присоединяемого после III основы. В качестве сказуемого в вежливой речи оформляются связкой です (дэсу): 帰る (каэру, возвращаться) — 帰る積もりです (каэру цумори дэсу, я собираюсь вернуться).
- Отрицательное предположение у глаголов 1 спряжения образуется присоединением суффикса -まい -май: 書く (каку, писать)ー書くまい — какумай — наверное не пишет[36].

##### Использование IV основы
- Одна из повелительных форм просторечия: 話す (ханасу, говорить) — 話せ (ханасэ, говори!).
- При помощи суффикса -ば (-ба) образуется условная форма: 降る (фуру, осаждаться, выпадать [дождю, снегу], идти [дождю, снегу]) — 降れば (фурэба, если пойдёт дождь).
- Также путём добавления к 4 основе глагола суффикса る (ру) можно получить форму потенциального залога. Например, 読む (ёму — читать), 読め (ёмэ, IV основа) + る = 読める (ёмэру — могу прочитать), 食べる　(табэру — есть), 食べれ (табэрэ — IV основа) + る = 食べれる (табэрэру — могу съесть).

##### Использование V основы
- Вероятностно-пригласительная форма просторечия, информационного и литературного стилей: 降る (фуру, идти дождю либо снегу) — 降ろう (фуро:, вероятно, пойдёт дождь), 取る (тору, брать) — 取ろう (торо:, возьмём-ка!).
- Для выражения попытки используется словосочетание とする (то суру), следующее за V основой: 見る (миру, смотреть) — 見ようとする (миё: то суру, попробовать посмотреть).
- Уступительная форма образуется добавлением слов と (то), とも (томо), が (га): 来る (куру, приходить, неправильный глагол) — 彼が来ようと (карэ-га коё: то, даже если он придёт).

##### Использование формы прошедшего времени
- Выражение прошедшего времени в просторечии, информационном и литературном стилях. Также перед существительным или местоимением выступает либо как причастие прошедшего времени — 起きた生徒 (окита сэйто, проснувшийся ученик), либо как прилагательное, образованное от глагола: 生きた人 (икита хито, живой человек).
- При помощи суффикса -り (-ри) образуется сочетательная форма. Эта форма используется для сочетания нескольких равноправных действий, выполняемых одновременно. После перечисления действий ставится глагол する (суру, делать) в соответствующем времени и наклонении, или другой глагол, обозначающий действие, проявлением которого являются ранее перечисленные равноправные действия. Пример: 食べる (табэру, есть) — 食べたり (табэтари), 飲む (ному, пить) — 飲んだり (нондари) — 朝ご飯に寿司や卵を食べたり、紅茶を飲んだりしています (асагохан-ни суси я тамаго-о табэтари, ко: тя-о нондари ситэимасу, на завтрак (я) ем суши и яйцо и пью чёрный чай).
- С помощью суффикса -ら (-ра) образуется одна из условных форм: 降る (фуру, идти [дождю, снегу]) — 降ったら (футтара, если пойдёт дождь).
- Одна из уступительных форм образуется добавлением суффикса -って (-ттэ): 行く (ику, идти, неправильный глагол) — 今行ったって遅いです (има итта-ттэ осой дэсу, даже если пойти сейчас, будет поздно).
- В разговорной вежливой речи к форме прошедшего времени может добавляться связка -です (дэсу): 昨日は映画へ行ったです (кино:-ва эйга-э итта дэсу, вчера я ходил(а) в кино). Такая конструкция представляет собой элизию なのです (на но дэсу) и в литературном языке не используется.

##### Использование формы деепричастия
- Деепричастие предшествования: 曲がる (магару, поворачивать) — 曲がって (магаттэ, повернув).
- Одна из форм повелительного наклонения просторечия: 曲がる (магару, поворачивать) — 左に曲がって (хидари-ни магаттэ, поверни налево).
- Длительный вид глагола образуется при помощи вспомогательного глагола いる (иру, быть): 縫う (нуу, шить) — 縫っている (нуттэ иру, шью сейчас).
- Форма просьбы в нейтрально-вежливой речи образуется добавлением слова ください (кудасай): 聞く (кику, слушать) — 聞いてください (кийтэ кудасай, слушайте, пожалуйста).
- Видовые формы глагола образуются при помощи вспомогательных глаголов しまう (симау, завершить), くる (куру, прийти), おく (оку, положить), いく (ику, идти), みる (миру, смотреть). В отличие от соответствующих им смысловых глаголов, при образовании видовых форм эти пять глаголов записываются хираганой.
- Одна из уступительных форм образуется с помощью суффикса -も (-мо). Эта форма с последующим словом 良い (ий, хороший) используется для выражения разрешения: 入る (хаиру, входить) — 入っても良いですか？ (хаиттэ-мо ий дэсу ка?, можно войти?)
- Одна из условных форм образуется при помощи суффикса -は (-ва): 急ぐ (исогу, спешить) — 急いでは (исоидэва, если поспешить).

#### Местоимения

##### Личные местоимения
Личные местоимения в японском языке разные в зависимости от лица, рода, числа и стиля речи. Этот класс непостоянен во времени, и существует много архаичных форм местоимений. Они изменяются по падежам, подобно существительным. Кроме того, нужно учитывать что в современной японской речи стараются избегать местоимений второго лица. Вежливо обращаются по имени, или должности, а когда это невозможно, обращаются к «стороне» диалога. Из-за этого могут возникать затруднения с правильным выбором местоимения второго лица. Если понятно, о ком идёт речь, личные местоимения, означающие «я» и «ты», в японском языке могут опускаться.
| Лицо   | просторечие                                                                       | нейтрально-вежливая речь           | учтиво-вежливая речь               |
| ------ | --------------------------------------------------------------------------------- | ---------------------------------- | ---------------------------------- |
| первое | 僕 (боку, мужчина) あたし (атаси, женщина) 私 (ватаси, женщина) 俺 (орэ, мужчина) | 私 (ватаси)                        | 私 (ватакуси)                      |
| второе | 君 (кими) お前 (омаэ)                                                             | 貴方 (аната) そちら (сотира)       | 貴方様 (аната-сама)                |
| третье | 彼 (карэ, мужчина) 彼女 (канодзё, женщина)                                        | あの人 (анохито), あの方 (аноката) | あの人 (анохито), あの方 (аноката) |

Местоимения I лица:
- 僕 (боку) — мужчина, преимущественно молодой, о себе в мужской компании, просторечие;
- あたし (атаси) — женщина о себе, просторечие;
- 私 (ватаси) — я, универсальный нейтральный стиль;
- 私 (ватакуси) — я, универсальный формальный стиль;
- 俺 (орэ) — эгоцентричное мужское я, грубое просторечие;
- 私たち (ватакуси-тати, ватаситати) — мы, в зависимости от указанного чтения, формальная, или нейтральная речь;
- 私ども (ватакуси-домо) — мы, вежливое просторечие и информационный стиль;
- うち (ути) — непосредственно переводится как «мой дом», «семья», но в вежливой речи может переводиться как «мы», «я», «наше», «у нас»;
- 我 (варэ) — я, архаичная эгоцентричная форма;
- 我々 (варэварэ) — декламационная форма «мы», часто встречается в военно-историческом кинематографе, в мужской речи для обозначения общего мнения;
- 手前 (тэмаэ) — я, скромно.

Местоимения II лица:
- 君 (кими) — ты, просторечие, обращение к близким и друзьям, а также в мужской компании[37]; происходит от архаичного «господин», в частности в адрес императора.
- お前 (омаэ) — ты, грубое просторечие (эй ты!); дословно переводится как «тот кто передо мной»;
- 手前 (тэмаэ) — ты, архаичный вариант, более грубое просторечие, чем омаэ, используется мужчинами; тот же смысл; дословно переводится как «тот кто перед рукой»;
- お手前 (отэмаэ) — ты, архаичный вариант, обращение самурая к равному;
- 貴様 (кисама) — ты, оскорбительное просторечие, используется мужчинами, бандитами;
- 貴方 (аната) — ты, нейтральная речь; чаще по отношению к супругу, реже по отношению к собеседнику;
- そちら (сотира) — вы (ед. ч.), учтиво-вежливая речь; дословно: «ваша сторона»;
- 貴方様 (аната-сама) — вы (ед. ч.), учтиво-вежливая речь; дословно: «уважаемый вы»;
- 貴方達 (аната-тати) — вы (мн. ч.), нейтральная речь;
- 貴方方 (аната-гата) — вы (мн. ч.), учтиво-вежливая речь; другой вариант «ваша сторона».

Местоимения III лица:
- 彼 (карэ) — он, просторечие;
- 彼女 (канодзё) — она, просторечие;
- あの人 (анохито), あの方 (аноката) — он, она, вежливая речь;
- 彼ら (карэра) — они, просторечие;
- あの人たち (анохито-тати) — они, вежливая речь.

Вопросительные местоимения:
- 誰 (дарэ) — кто?, просторечие;
- 何方 (доната) — кто?, вежливая речь.

##### Указательные местоимения
В японском языке существует три категории дальности указательных местоимений:
- местоимения, начинающиеся с корня こ- (ко-) относятся к чему-либо, находящемуся ближе к говорящему, чем к его собеседнику, а также для обозначения того, что было только что сказано, или для придания атмосферы присутствия объекта разговора;
- местоимения, начинающиеся с корня そ- (со-) относятся к предмету или явлению, находящемуся ближе к собеседнику, а также для того, что было сказано, но собеседнику не известно;
- местоимения, начинающиеся с корня あ- (а-) относятся к чему либо, равноудалённому от говорящего и собеседника, а также для того, что было сказано и обоим известно.

При помощи корня ど- (до-) образуются соответствующие вопросительные местоимения.
|                 | こ- (ко-)                           | そ- (со-)                                     | あ- (а-)                             | ど- (до-)                            |
| --------------- | ----------------------------------- | --------------------------------------------- | ------------------------------------ | ------------------------------------ |
| -れ (-рэ)       | これ (корэ), это                    | それ (сорэ), то                               | あれ (арэ), вон то                   | どれ (дорэ), что?                    |
| -の (-но)       | この (коно), этот                   | その (соно), тот                              | あの (ано), вон тот                  | どの (доно), который?                |
| -んな (-нна)    | こんな (конна), такой, как этот     | そんな (сонна), такой, как тот                | あんな (анна), такой, как вон тот    | どんな (донна), какой?               |
| -こ (-ко)       | ここ (коко), это место, здесь       | そこ (соко) то место, там                     | あそこ (асоко) вон то место, вон там | どこ (доко), где?                    |
| -ちら (-тира)   | こちら (котира) этот вариант, здесь | そちら (сотира) этот, тот вариант, здесь, там | あちら (атира) тот вариант, там      | どちら (дотира), какой вариант? где? |
| -う (удлинение) | こう (ко:), так, этим способом      | そう (со:), так, этим, тем способом           | ああ (а:), так, тем способом         | どう (до:), как? каким способом?     |

#### Числительные
В японском языке две категории числительных — китайские, посредством которых выражаются все числа, и исконно-японские, менее употребительные, только для чисел 1—10 и 20.
Сравнительная таблица китайских и японских числительных:
| Число             | 1             | 2             | 3           | 4          | 5            | 6           | 7             | 8          | 9               | 10        | 20            |
| ----------------- | ------------- | ------------- | ----------- | ---------- | ------------ | ----------- | ------------- | ---------- | --------------- | --------- | ------------- |
| Китайский вариант | 一 (ити)      | 二 (ни)       | 三 (сан)    | 四 (си)    | 五 (го)      | 六 (року)   | 七 (сити)     | 八 (хати)  | 九 (ку, кю:)    | 十 (дзю:) | 二十 (нидзю:) |
| Японский вариант  | 一つ (хитоцу) | 二つ (футацу) | 三つ (мицу) | 四つ (ёцу) | 五つ (ицуцу) | 六つ (муцу) | 七つ (нанацу) | 八つ (яцу) | 九つ (коконоцу) | 十 (то:)  | 二十 (хатати) |

Часто в разговорной речи для числительного 四 вместо чтения (си) из-за созвучия с иероглифом 死 (си, смерть) употребляется кунное чтение (ён). По той же причине числительное 七 чаще читается как нана вместо сити.
Для образования разрядов употребляются следующие числительные: 十 (дзю:, 10) — 二十 (нидзю:, 20), 百 (хяку, 100) — 五百 (гохяку, 500), 千 (сэн, 1000) — 九千 (кю: сэн, 9000), 万 (ман, 10000) — 三万 (самман, 30000).
Классы японских числительных состоят не из трёх, как в русском, а четырёх разрядов, поэтому «миллион» по-японски — 百万 (хякуман) — «сто по десять тысяч». Для обозначения высоких классов числительных используются слова 億 (оку, сто миллионов), 兆 (тё:, триллион)

#### Синтаксис
Для японского предложения характерно следующее:
- подлежащее, дополнения и обстоятельства предшествуют сказуемому, сказуемое всегда ставится в конце предложения (схема SOV — англ. Subject Object Verb, «подлежащее — прямое дополнение — сказуемое»);
- определения предшествуют определяемому слову;
- нет предлогов, а характерные для языка послелоги размещаются после существительного.

### Лексика
В японском языке имеется большой пласт заимствований, особенно из китайского (древние) и английского языков (современные). Заимствования из английского повторяют чтение, но не написание соответствующих английских слов: ジュース (дзю: су, сок, англ. juice [dʒu: s]), ワイフ (вайфу, жена, англ. wife [waɪf]), センター (сэнта:, центр, англ. center ['sɛntə]).
Как отмечалось выше, существуют онные и кунные чтения японских иероглифов. Исконно японские слова, не заимствованные из китайского языка во время появления письменности в VI в., составляют группу слов ваго (和語), в то время как заимствованные слова из онных чтений составляют группу канго (漢語).
Слова из группы ваго, как правило, имеют один иероглифический корень: 皿 (сара, тарелка), 美しい (уцукусий, красивый), 見える (миэру, виднеться), могут представлять сочетания иероглифов, читающихся в кунном чтении: 花火 (ханаби, фейерверк).
Слова из группы канго, как правило, многокоренные (состоят из нескольких иероглифов), хотя есть и одиночные иероглифы, произносимые в онном чтении: 本 (хон, книга), 書 (сё, почерк, книга), 禁じる (киндзиру, запрещать). Некоторые сложные слова в китайском и японском языках записываются одинаково и имеют сходные значения: 教室 (кё: сицу, кит. jiàoshì/цзяоши, аудитория), 同志 (до: си, кит. tóngzhì/тунчжи, товарищ), 学生 (гакусэй, кит. xuésheng/сюэшэн, студент).
Для сложных слов используются разные модели. Вот наиболее распространённые:
- определение + определяемое: 石炭 (сэкитан, каменный уголь, от 石, сэки — иероглиф со смыслом камень (далее — просто тире) и 炭, тан — уголь), 鉄道 (тэцудо:, железная дорога, от 鉄, тэцу — железо и 道, до: — дорога), 戦場 (сэндзё:, поле битвы, от 戦, сэн — сражение и 場, дзё: — место);
- действие + объект: 製図 (сэйдзу, черчение, от 製, сэй — изготовлять и 図, дзу — схема, график), 帰国 (кикоку, возвращение на родину, от 帰, ки — возвращаться и 国, коку — страна, родина);
- сложение синонимичных корней: 製造 (сэйдзо:, изготовление, от 製, сэй — изготовлять и 造, дзо: — изготовлять);
- сложение антонимичных корней: 長短 (тё: тан, длина, от 長, тё: — длинный и 短, тан — короткий).

К имеющимся словам могут присоединяться аффиксы для образования новых слов:
- -学 (-гаку), для названий наук: 言語 (гэнго, язык) — 言語学 (гэнгогаку, лингвистика), 地理 (тири, Земной шар) — 地理学 (тиригаку, география);
- -計 (-кэй), для названий измерительных приборов: 気圧 (киацу, атмосферное давление) — 気圧計 (киацукэй, барометр);
- -所 (-сё, -дзё), для названий учреждений: 裁判 (сайбан, суд(процесс)) — 裁判所 (сайбансё, суд (учреждение)).

## Стили речи
В японской речи имеются стилистические разновидности, отличающиеся употреблением тех или иных грамматических и лексических средств.
Вот наиболее употребительные стили:
- Стили вежливой разговорной речи. Имеет две разновидности:

- Нейтрально-вежливая речь. Используются связка です (дэсу) и оформление глаголов в изъявительном наклонении суффиксом -ます (-масу) и производными от него суффиксами;
- Учтиво-вежливая речь. Помимо свойств нейтрально-вежливой речи имеются дополнительные особенности: использование вспомогательных глаголов ございます (годзаймасу), お願いします (о-нэгай-симасу); использование конструкций おNです (о-N-дэсу), おNになります (о-N-ни наримасу), おNなさいます (о-N-насаймасу), где N — глагол во II основе, для выражения действий II, III лиц, и аналогичных конструкций おNします (о-N-симасу), おNいたします (о-N-итасимасу) для действий I лица; использование личных местоимений, характерных для этого стиля (см. раздел Личные местоимения); особые термины родства для обозначения посторонних лиц: 父 (тити, мой отец) — お父さん (ото: сан, Ваш, его, её отец), 妻 (цума, моя жена) — 奥さん (окусан, Ваша, его супруга); глаголы для использования во 2-м, 3-м лицах: なさう (насау, делать) вместо する (суру), めしあがる (мэсиагару, есть) вместо 食べる (табэру), ご覧になる (горан-ни нару, смотреть, читать), вместо 見る (миру) и 読む (ёму); глаголы для использования в I лице: 申す (мо: су, говорить) вместо 言う (иу), いただく (итадаку, есть, пить) вместо 食べる (табэру) и 飲む (ному);

- Просторечие. Особенности: употребление связки だ (да) вместо です (дэсу) после существительных-сказуемых, либо отсутствие этой связки; предикативные прилагательные не оформляются связкой; глаголы в простых формах (III основа для настоящего-будущего времени, форма на -ない (-най) для отрицания, глагол в форме прошедшего времени для обозначения прошедшего времени); отсутствие разницы в выражении действий 1-го и 2-го (а иногда и 3-го лица); обилие заключительных частиц; стяжение слов: 読んでいる (ёндэ иру) ＞ 読んでる (ёндэру), 書いておく (кайтэ оку) ＞ 書いとく (кайтоку). Используется людьми равного положения, находящимися в близких, родственных или товарищеских отношениях, также старшими по возрасту или социальному положению по отношению к младшим;
- Информационный стиль. Используется в научных, технических статьях, патентах, справочниках, некоторых рекламных проспектах. Используются простые глагольные формы, связка である (дэ ару) употребляется вместо です (дэсу). Характерными чертами являются насыщенность специальными терминами, лаконичность, точность формулировок, частая повторяемость некоторых грамматических конструкций, отсутствие эмоциональной окраски, ограниченное употребление образных выражений и общеобиходной лексики. Из групп японских слов ваго (исконно японские слова) редко употребляются в этом стиле, основное место принадлежит канго (словам из онных, то есть китайских чтений) и гайрайго (иностранным словам);
- Литературно-художественный стиль. Грамматически этот стиль близок к просторечию: употребление простых глагольных форм и связки だ (да).

## Изучение

### История изучения
Японский язык имеет собственную лингвистическую традицию изучения и описания, развившуюся с XVII века во многом под влиянием китайской, но с учётом особенностей языка. Преобладало филологическое «толкование» текстов. С XIX века начинается влияние европейского языкознания, с 1920-х — структурализма. В 1940-е годы под влиянием трудов Мотоки Токиэды складывается «школа языкового существования», изучающая японский язык в его реальном повседневном функционировании. Заметную роль в Японии с 1950-х годов играет также генеративизм.
С начала XX века растёт интерес к происхождению японского языка. Огура Симпэй публикует работы о родстве японского и корейского языков. Аналогичные идеи, которые получают развитие в рамках алтайской гипотезы, высказывают европейские лингвисты. В СССР до конца 1950-х гг. работы Огуры подвергались критике по политическим мотивам.
Знакомство европейцев с японским языком состоялось в конце XVI века с прибытием на архипелаг португальских миссионеров. Тогда же появились первые словари и грамматика. Из-за «изоляции» Японии изучение языка на западе возобновилось только в XIX веке, в Европе появился ряд грамматик. В XX веке некоторое время продолжалась лингвистическая традиция прошлого века, изучалась фонетика, история языка. Затем специалистами США был предложен дескриптивный метод изучения, высказано родство японского с алтайской группой.

### Изучение в России
Первые попытки изучения японского языка в России были предприняты в начале XVIII века. Сначала в Петербурге, а затем в Иркутске существовала школа с японскими преподавателями. Затем в начале XIX века изучение языка прекратилось до появления дипломатических отношений с Японией в 1850-х. Тогда же был издан первый японско-русский словарь (1857) и первое пособие по грамматике (1890). С 1880-х началось регулярное преподавание японского. В первой половине XX века Е. Д. Поливанов первым в России и мире начал изучение фонологии, акцентуации и диалектологии японского языка, а также разработал систему кириллической транскрипции. В советский период изучением языка занимались Н. И. Конрад, А. А. Холодович, Е. М. Колпакчи, А. А. Пашковский, С. А. Старостин, З. М. Шаляпина и другие. Под редакцией Конрада был издан «Большой японско-русский словарь» (1970), получивший Государственную премию СССР.

### Комментарии
1. ↑  В Японии статус японского языка не определён ни конституцией, ни законами.
2. ↑  Вместе с тем не существует научного консенсуса о существовании алтайской языковой семьи.
3. ↑  У глагола ある(находиться) первой основы нет.
4. ↑  Глагол 行く (ику, юку, «идти») образует форму деепричастия и прошедшего времени не так, как все глаголы первого спряжения. См. Японский язык для начинающих. Учебник. Часть 1/Нечаева Л. Т. — М.: Московский Лицей, 2001. — 344 с.; урок 10, §§ 1—4, с. 119—121; урок 17, § 1, с. 278; урок 18, § 1, с. 300—301.